# Giulia (wrestler)
Giulia, pseudonimo di Eimi Gloria Matsudo (Londra, 21 febbraio 1994), è una wrestler giapponese di origini italiane sotto contratto con la WWE.
In carriera, ha detenuto una volta l'NXT Women's Championship, una volta il WWE Women's United States Championship e una volta lo Strong Women's Championship.

## Biografia
È nata a Londra da padre italiano e madre giapponese; è cresciuta nella prefettura di Chiba.
Prima di intraprendere la carriera da wrestler, ha lavorato nel ristorante della sua famiglia nei pressi di Funabashi.

## Carriera

### Ice Ribbon (2017–2020)
Debutta nel wrestling il 29 ottobre 2017 lottando per la Ice Ribbon. Il 31 dicembre forma un tag team insieme a Tequila Saya. Per il suo primo anno come wrestler professionista riceve il premio New Face di Ice Ribbon, diventato la migliore rookie dell'anno. Nel maggio 2019 ha ottenuto un match per il titolo ICE Cross Infinity Championship, ma è uscita sconfitta contro Maya Yukihi.
A luglio del 2019, durante l'evento Yokohama Ribbon, le Burning Raw hanno sconfitto Maya Yukihi e Risa Sera vincendo l'International Ribbon Tag Team Championship. Le due ragazze hanno tenuto i titoli per 70 giorni difendendo due volte le cinture, ma il 23 settembre sono state sconfitte dal Azure Revolution. Il 13 ottobre dello stesso anno ha annunciato il suo addio a Ice Ribbon.

### World Wonder Ring Stardom (2020–2024)
Nel gennaio del 2020 ha fondato la stable chiamata "Donna Del Mondo", reclutando Maika e Syuri. L'8 febbraio la stable vince l'Artist of Stardom Championship, per Giulia è la prima cintura nella federazione. Il suo secondo successo arriva trionfando nello Stardom Cinderella Tournament battendo in finale Natsuko Tora, mentre il 26 luglio vince un torneo per decretare la nuova detentrice dello Wonder of Stardom Championship.

### New Japan Pro-Wrestling (2020–2024)
Grazie alla collaborazione tra World Wonder Ring Stardom e la New Japan Pro-Wrestling, Giulia ha preso parte a un match di esibizione della federazione giapponese.  Il 4 gennaio 2020 arriva il suo debutto ufficiale, nel suo primo match nella in coppia con Hana Kimura perdendo contro Mayu Iwatani e Arisa Hoshiki nella prima serata di Wrestle Kingdom 14. Giulia continua a lottare nella divisione tag team fino al 5 luglio 2023, durante il NJPW Independence Day ha vinto lo Strong Women's Championship sconfiggendo Willow Nightingale. Difese con successo il titolo fino la seconda serata del Stardom Cinderella Tournament 2024, dove perse la cintura contro Stephanie Vaquer, interrompendo il suo regno di 249 giorni. Il 30 luglio annuncia l'addio alle lotte in Giappone, ringraziando sia la New Japan Pro-Wrestling e la World Wonder Ring Stardom.

### WWE (2024–presente)
Durante il premium live event NXT Stand & Deliver, Giulia è stata inquadrata mentre era tra il pubblico al fianco di William Regal. Il 1º settembre del 2024, debutta in WWE durante NXT No Mercy andando faccia a faccia con Roxanne Perez, la detentrice del NXT Women's Championship. Nella puntata seguente di NXT, dopo un confronto tra le due, viene lanciata ufficialmente la sfida. Nella puntata del 10 settembre di NXT ha sconfitto Chelsea Green nel suo match di debutto. 
Nella puntata speciale di NXT a Chicago del 1°ottobre non è riuscita a battere Roxanne Perez per colpa della interferenza di Cora Jade. Il 7 dicembre, durante l'evento Deadline, vince l'iron survivor challenge, guadagnandosi una nuova opportunità titolata, che sfrutta al massimo, strappando il titolo a Roxanne Perez, il 7 gennaio durante New Year's Evil.
Il primo febbraio, Giulia ha preso parte al suo primo Royal rumble match entrando con il numero 28. Nel main event di NXT Vengeance Day ha difeso il suo titolo in un fatal four way match contro Roxanne Perez, Cora Jade e Bayley, per poi perderlo ad NXT Roadblock, contro Stephanie Vaquer, concludendo il suo regno dopo 63 giorni. Il 12 maggio del 2025 Giulia esordisce a Raw in un tag team match in coppia con Roxanne Perez perdendo contro Rhea Ripley e Iyo Sky.
Il 16 maggio 2025, Giulia entra a far parte del roster di SmackDown. La settimana seguente vince un triple threat match contro Zelina Vega e Charlotte Flair qualificandosi al Money in the Bank Ladder match. Nella puntata di SmackDown del 27 giugno, Giulia trionfò su Zelina Vega conquistando il WWE Women's United States Championship per la prima volta.

## Personaggio

### Mosse finali
- Glorious Buster (Arm-Trapped Yokosuka Cutter)
- Glorious Driver (arm-trapped tombstone piledrive)
- Stealth Viper (stepover toehold facelock)

### Soprannomi
- "Beautiful Madness"
- "Dangerous Queen"
- "Glorious Warrior"

## Titoli e riconoscimenti
- Ice Ribbon
  - International Ribbon Tag Team Championship (1) – con Tequila Saya
- New Japan Pro-Wrestling
  - Strong Women's Championship (1)[18]
- World Wonder Ring Stardom
  - World of Stardom Championship (1)
  - Wonder of Stardom Championship (1)[34]
  - Artists of Stardom Championship (2)[35] – con Maika e Shuri Kondō (1) e con Mai Sakurai e Thekla (1)
  - Goddess of Stardom Championship (1) – con Shuri Kondō (1)
- Pro Wrestling Illustrated
  - 2ª tra le 250 migliori wrestler femminili nella PWI Women's 250 (2023)[36]
- WWE
  - NXT Women's Championship (1)[37]
  - WWE Women's United States Championship (1)[3]